# 花魁鳥
花魁鳥（學名：Fratercula cirrhata），又名簇絨海鸚，是海雀科的一種海鳥，它有兩個相關物種北極海鸚（Fratercula arctica）和角海鸚（Fratercula corniculata）。長38厘米，翼展63.5厘米，重780克。生活在北太平洋的英屬哥倫比亞、橫跨整個阿拉斯加東南部及阿留申群島、堪察加半島、千島群島及整個鄂霍次克海，並於日本本州及加利福尼亞州過冬。